# Odontoperla
Odontoperla is een geslacht van steenvliegen uit de familie Gripopterygidae. De wetenschappelijke naam van het geslacht is voor het eerst geldig gepubliceerd in 2017 door Mynott, Suter en Theischinger.

## Soorten
- Odontoperla schneiderae (Theischinger, 1982)
  - = Dinotoperla schneiderae Theischinger, 1982
- Odontoperla spinosa (Theischinger, 1982)
  - = Dinotoperla spinosa Theischinger, 1982